# Schiermonnikoog
Schiermonnikoog é uma ilha e um município dos Países Baixos, situado na província da Frísia. Tem 199,07 km² de área e sua população em 2020 foi estimada em 936 habitantes.